# Phil Rogers
Philip John Rogers, detto Phil (Bochum, 24 aprile 1971), è un ex nuotatore australiano.
Specializzato nella rana ha vinto la medaglia di bronzo nei 100m rana alle Olimpiadi di Barcellona 1992 e nella staffetta 4x100m mx ad Atlanta 1996.

## Palmarès
- Giochi olimpici

Barcellona 1992: bronzo nei 100m rana.
Atlanta 1996: bronzo nella 4x100m misti.
- Mondiali

Perth 1998: oro nella 4x100m misti.
- Mondiali in vasca corta

Palma di Maiorca 1993: oro nei 100m rana e argento nei 200m rana.
Göteborg 1997: oro nella 4x100m misti.
Hong Kong 1999: oro nei 200m rana e nella 4x100m misti.
- Giochi PanPacifici

Edmonton 1991: argento nei 100m rana e bronzo nella 4x100m misti.
Kobe 1993: oro nei 100m rana e nei 200m rana e argento nella 4x100m misti.
Atlanta 1995: argento nei 100m rana e nella 4x100m misti e bronzo nei 200m rana.
Fukuoka 1997: argento nei 100m rana e nella 4x100m misti.
- Giochi del Commonwealth

Auckland 1990: bronzo nella 4x100m misti.
Victoria 1994: oro nei 100m rana e nella 4x100m misti e argento nei 200m rana.
Kuala Lumpur 1998: argento nei 100m rana.

### Coppa del Mondo
- Vincitore della Coppa del Mondo dei 100m rana nel 2000
- Vincitore della Coppa del Mondo dei 200m rana nel 2000